# كشل أزاد محلة (كوركا)
کشل أزاد محلة (بالفارسية: کشل‌آزاد محله) هي قرية تقع في إيران في قسم كورکا الريفي. يقدر عدد سكانها بـ 230 نسمة .